# Čibača
Čibača je naselje u Dubrovačko-neretvanskoj županiji u općini Župa dubrovačka.

## Zemljopisni položaj
Čibača se nalazi 4 km jugoistočno od Dubrovnika, uz mjesnu cestu koja je odvojak Jadranske turističke ceste od gornje Čibače na zapadu do naselja Srebreno na istoku i Kupari na jugu.

## Gospodarstvo
Stanovništvo Čibače se bavi poljodjelstvom i turizmom. U Čibači gornjoj u planu je gradnja poslovno gospodarske zone, a već su izgrađena četiri trgovačka centra, auto centar i stanica za tehnički pregled vozila. U donjoj Čibači postoji osnovna škola.

## Stanovništvo
Naselje Čibača je najbrojnije naselje općine Župa dubrovačka, a prema popisu stanovništva iz 2011. godine ima 1953 stanovnika pretežito Hrvata katoličke vjeroispovjesti.
| broj stanovnika | 268   | 242   | 255   | 261   | 273   | 250   | 201   | 216   | 238   | 276   | 276   | 350   |       |       | 1622  | 1953  | 2039  |
|                 | 1857. | 1869. | 1880. | 1890. | 1900. | 1910. | 1921. | 1931. | 1948. | 1953. | 1961. | 1971. | 1981. | 1991. | 2001. | 2011. | 2021. |

## Znamenitosti
- Crkva sv. Mateja
- Crkva sv. Mihajla
- Ljetnikovac Zuzorić-Ramedelli-Kisić

## Šport
- NK Župa dubrovačka Čibača
- RK Ardiaei Čibača

## Poznate osobe
- Pero Kojaković, hrvatski pjesnik